# Chucuito
Chucuito es una localidad peruana capital del distrito homónimo ubicado en la provincia de Puno en el departamento de Puno. Está situada a 19.4 km de la ciudad de Puno. Se sitúa a 3875 m s. n. m. La población es de 7913 habitantes (2007).

## Turismo
Entre sus atractivos turísticos se destacan:
- La iglesia de La Asunción. La portada lateral, compuesta de columnas y arcos, es considerada por algunos investigadores como una de las mejores de la región, y un ejemplo destacado de la arquitectura virreinal renacentista peruana. La fiesta se realiza el 15 de agosto, es un evento religioso donde se manifiesta el inicio de la campaña agrícola, a través de varios simbolismos andinos religiosos como la "huajjcha" donde se arrojan quispiños (masa cocida de quinua y cal) desde las torres del templo. Chucuito es un pueblo con mucha historia y cultura.

- El templo de la Virgen del Rosario, cuya fiesta principal se realiza el segundo domingo de octubre congregando a varios fieles y devotos donde se muestra el sincretismo cultural vigente en la cultura aimara.

- El sitio arqueológico Inca Uyo, una construcción rectangular con muros de piedra. Al momento de la llegada de los españoles estaba parcialmente enterrada, en construcción, el relleno de tierra permitía el acceso a la cima del muro de las piedras que se iban tallando, a pocos metros de la construcción se encuentra un grupo importante de piedras en su fase de tallado. Recientemente se han llevado al interior de la construcción monolitos con forma de hongo, que algunos interpretan como falos. En realidad es un templo ceremonial que data de tiempos prehispánicos.

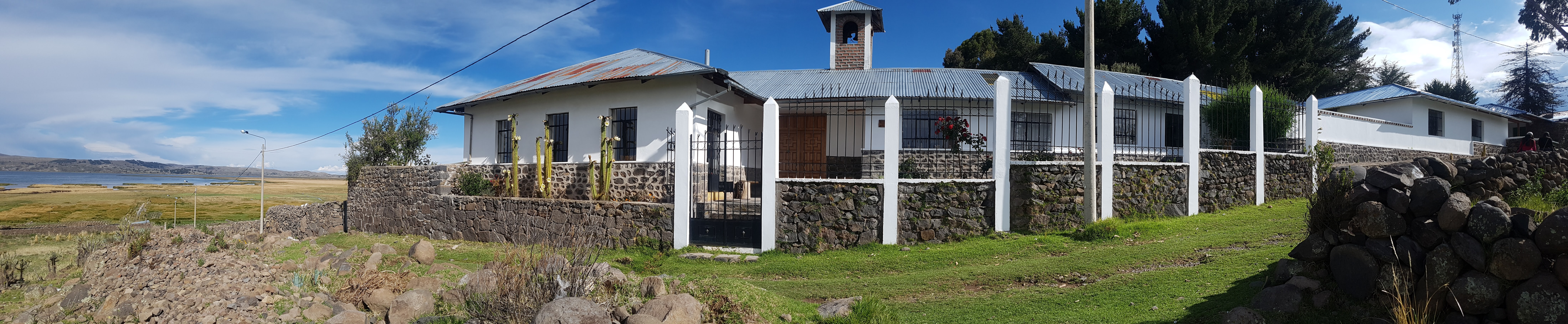
Monasterio Benedictino de la Resurrección de Chucuito

- Monasterio Benedictino de la Resurrección de ChucuitoMonasterio Benedictino de la Resurrección de Chucuito, es el monasterio más alto del mundo, por su ubicación a 3875 m s. n. m., perteneciente a la Orden Benedictina,

Chucuito tiene denominaciones como ciudad de las Cajas Reales, pues antiguamente tenía vetas de mercurio que permitían dar ley al oro y plata que venían de las minas de Potosí. Era un lugar de paso, ahí el origen de las picotas de piedra que erróneamente y por presión del Turismo se confunden con falos, pues en nuestro mundo andino no existen vestigios de culto al falo, pero sí ritos y cultos a la PACHAMAMA que con el sincretismo religioso se expresan a través de la veneración a la Virgen María.

## Galería

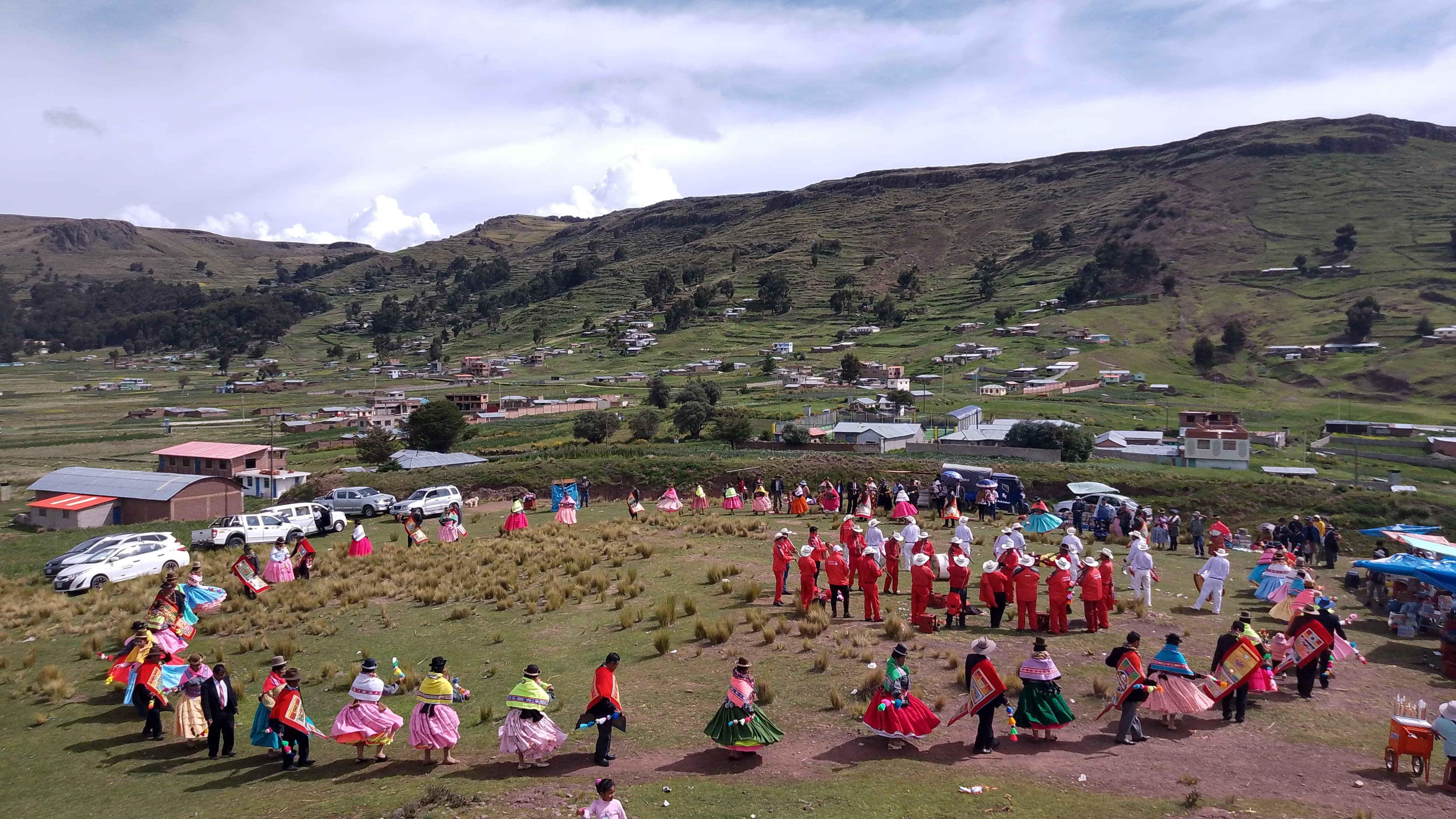
Cultura aymara con danza Maris Kawiris (Chacallada)
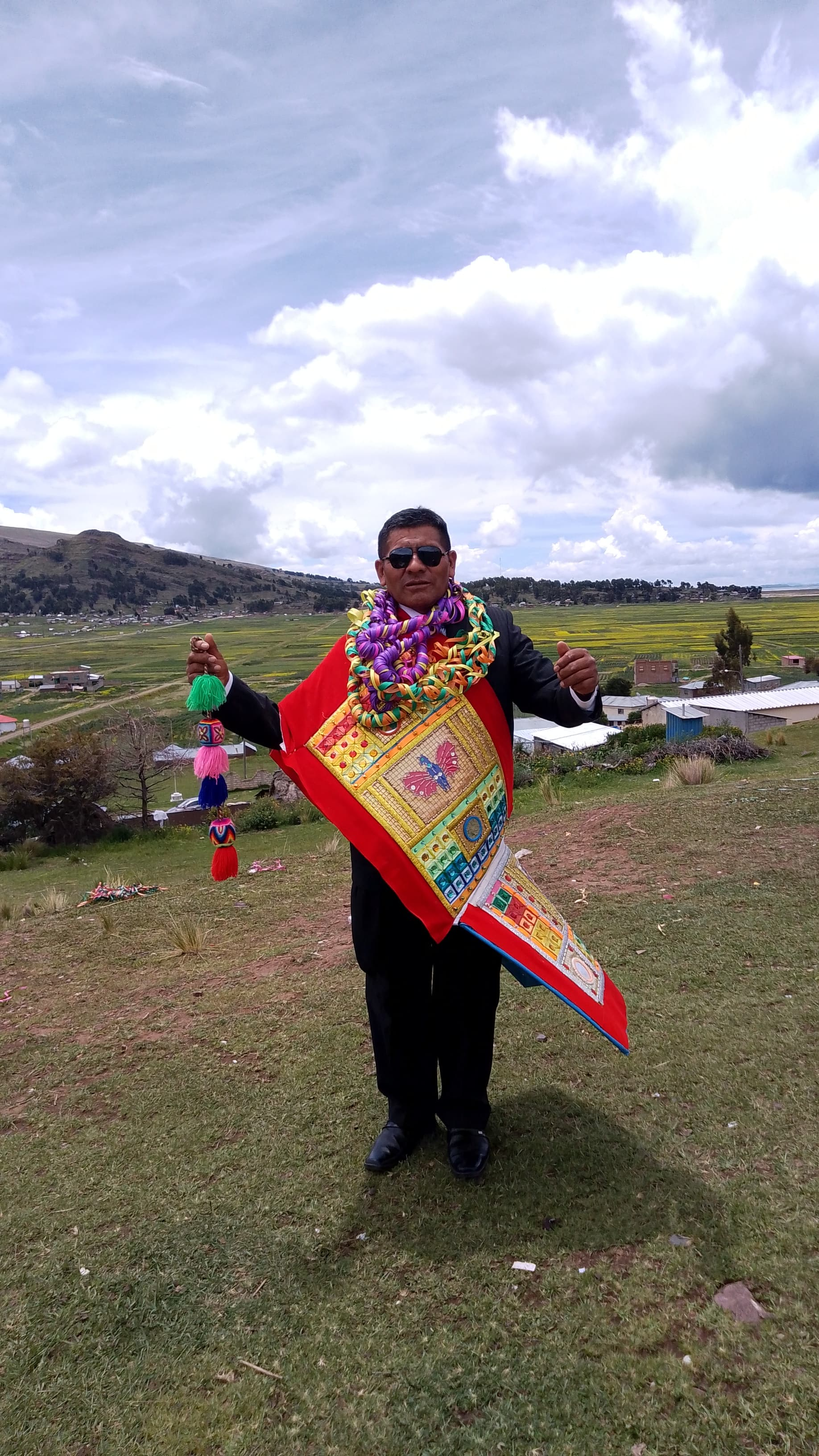
Cultura aymara con danza Maris Kawiris
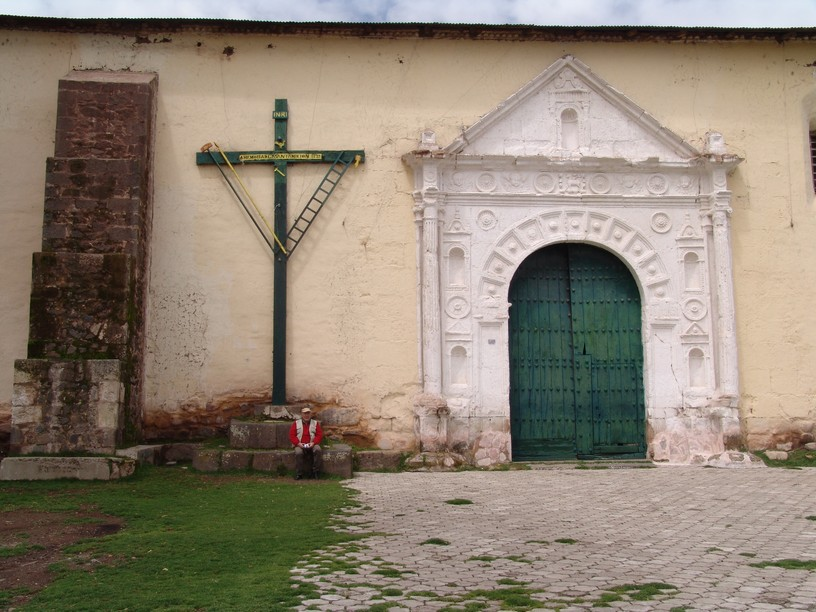
La iglesia de Santo Domingo de Chucuito
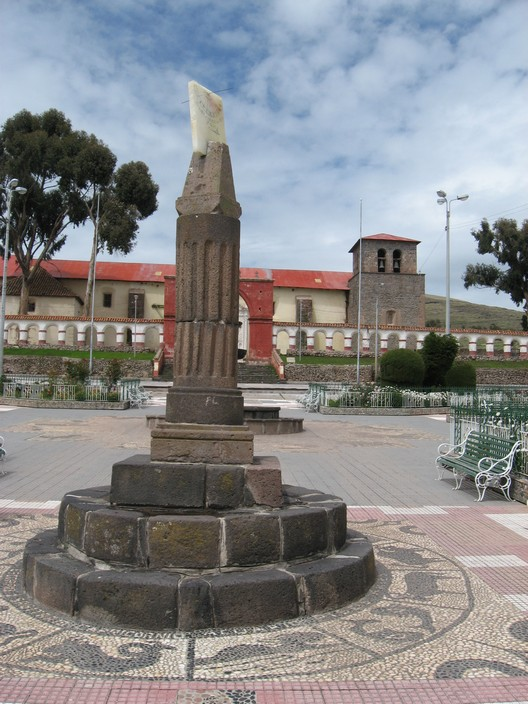
En frente de la Iglesia de Santo Domingo de Chucuito
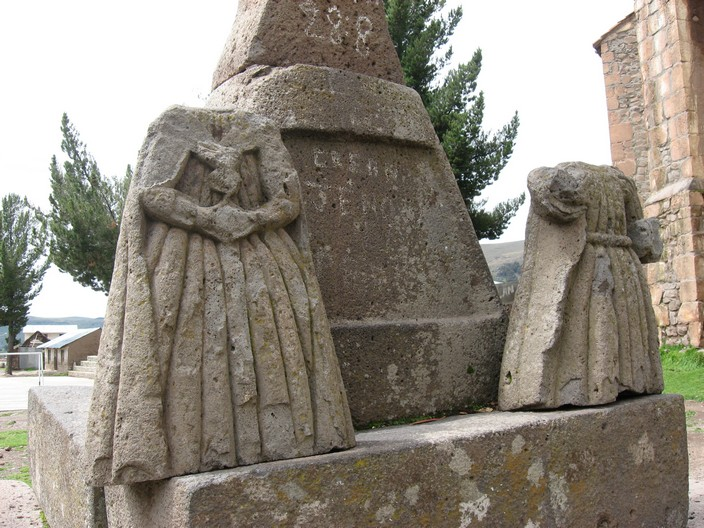
Esculturas decapitadas
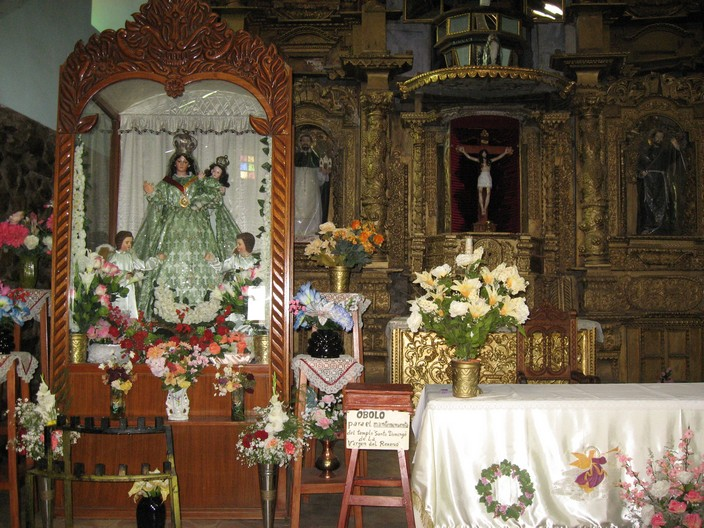
Iglesia en Chucuito
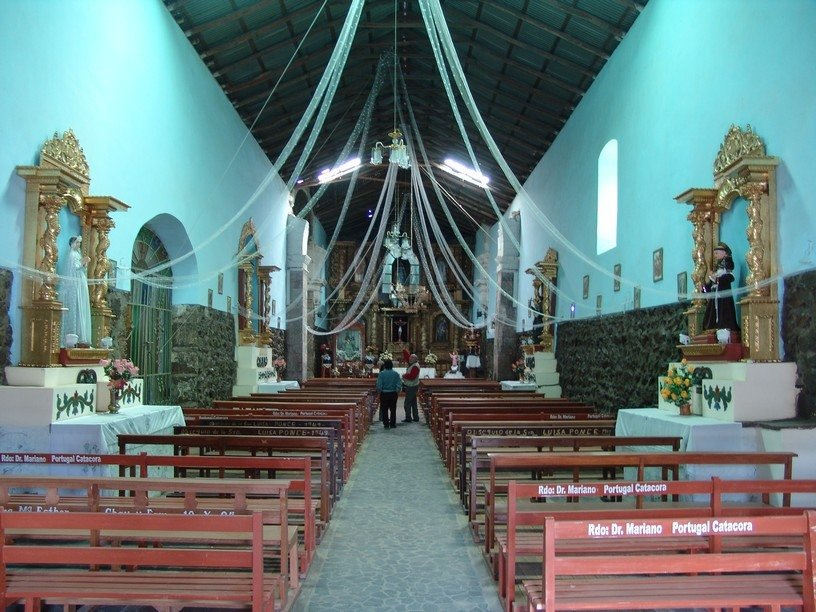
Interior de la iglesia de Chucuito
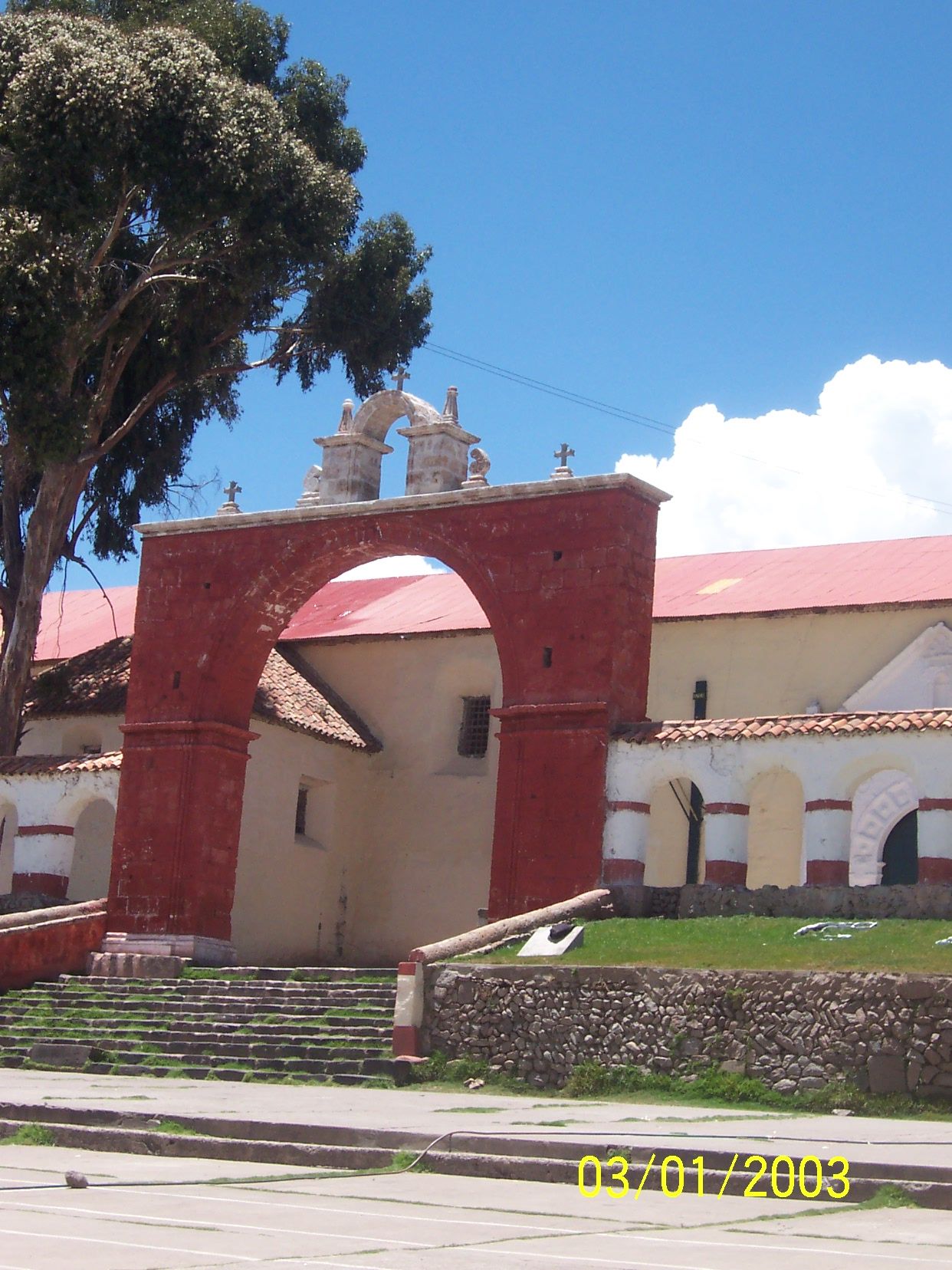
Entrada lateral de la iglesia de La Asunción de Chucuito.
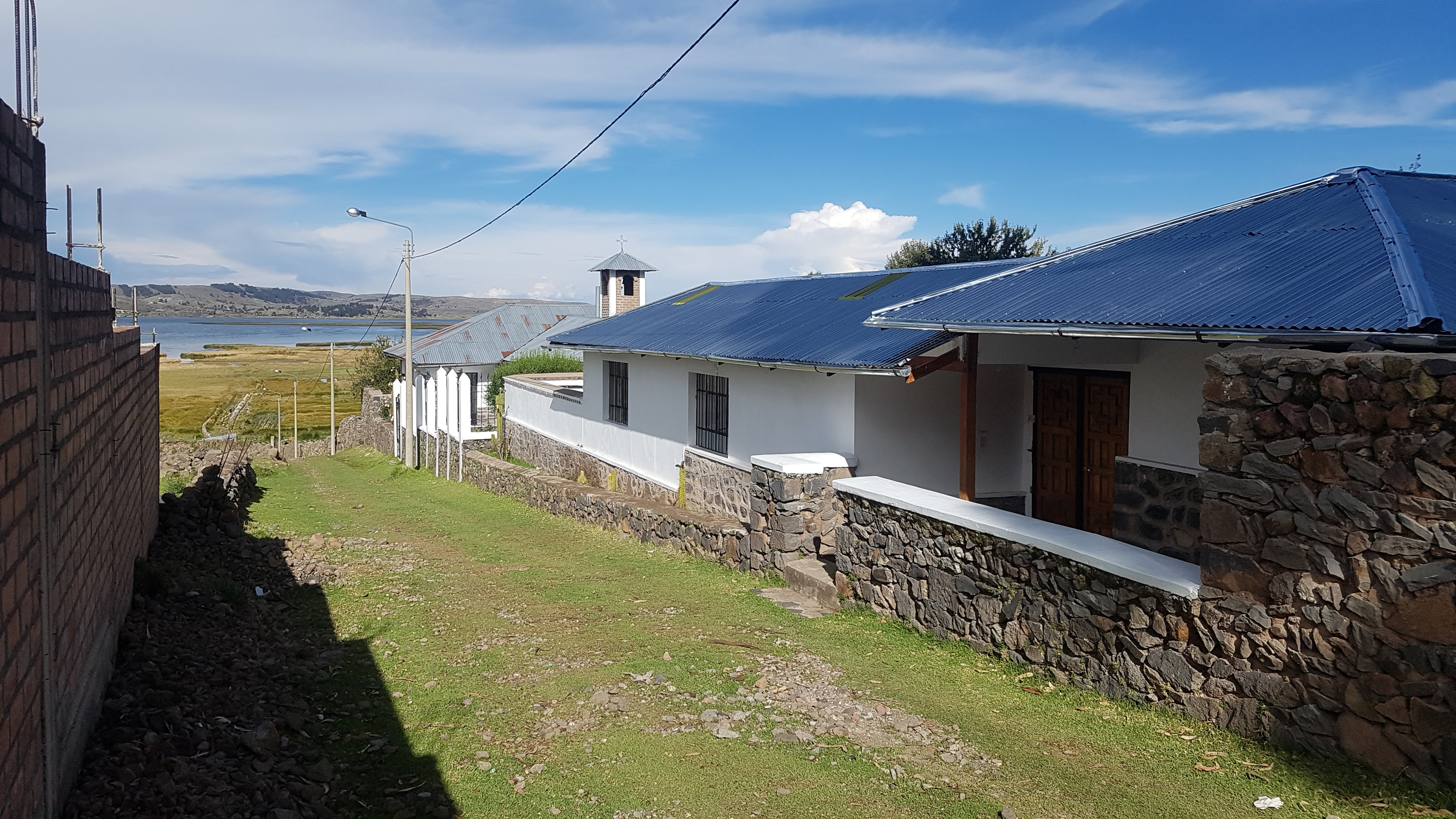
Monasterio Benedictino de la Resurrección

## Clima
| Parámetros climáticos promedio de Chucuito | Parámetros climáticos promedio de Chucuito | Parámetros climáticos promedio de Chucuito | Parámetros climáticos promedio de Chucuito | Parámetros climáticos promedio de Chucuito | Parámetros climáticos promedio de Chucuito | Parámetros climáticos promedio de Chucuito | Parámetros climáticos promedio de Chucuito | Parámetros climáticos promedio de Chucuito | Parámetros climáticos promedio de Chucuito | Parámetros climáticos promedio de Chucuito | Parámetros climáticos promedio de Chucuito | Parámetros climáticos promedio de Chucuito | Parámetros climáticos promedio de Chucuito |
| Mes                                        | Ene.                                       | Feb.                                       | Mar.                                       | Abr.                                       | May.                                       | Jun.                                       | Jul.                                       | Ago.                                       | Sep.                                       | Oct.                                       | Nov.                                       | Dic.                                       | Anual                                      |
| ------------------------------------------ | ------------------------------------------ | ------------------------------------------ | ------------------------------------------ | ------------------------------------------ | ------------------------------------------ | ------------------------------------------ | ------------------------------------------ | ------------------------------------------ | ------------------------------------------ | ------------------------------------------ | ------------------------------------------ | ------------------------------------------ | ------------------------------------------ |
| Temp. media (°C)                           | 9.8                                        | 9.6                                        | 9.4                                        | 8.9                                        | 7.6                                        | 6.4                                        | 6.3                                        | 7.1                                        | 8.4                                        | 9.5                                        | 9.8                                        | 9.8                                        | 8.6                                        |
| Fuente: climate-data.org                   |                                            |                                            |                                            |                                            |                                            |                                            |                                            |                                            |                                            |                                            |                                            |                                            |                                            |